# Un pezzo da galera
Un pezzo da galera (titolo originale Jailbird) è un romanzo di Kurt Vonnegut pubblicato nel 1979. Parla di un uomo recentemente rilasciato da una prigione a bassa sicurezza. Il personaggio principale del racconto è Walter Starbuck, il quale appena uscito, vorrebbe trovare lavoro e vivere una vita modesta.
L'argomento principale di Un pezzo da galera è la corporate America, che guida gli affari degli Stati Uniti di nascosto e la debolezza umana. Il libro fa riferimento a fatti reali come quello di Sacco e Vanzetti, i suoi personaggi partecipano ad eventi storici come lo Scandalo Watergate.
Troviamo Kilgore Trout, scrittore di fantascienza fallito, personaggio frequente nella produzione di Vonnegut. Ma anche Kenneth Whistler, liberamente ispirato a Powers Hapgood, attivista della protesta, fuori dal carcere, per la liberazione di Sacco e Vanzetti. Gli aneddoti che gli vengono attribuiti si confondono tra realtà e finzione.

## Edizioni italiane
- Un pezzo da galera, traduzione di Pier Francesco Paolini, Collana La Scala, Milano, Rizzoli, 1981, ISBN 0-385-28627-9.
- Un pezzo da galera, Collana I Narratori, Milano, Giangiacomo Feltrinelli Editore, 2004,  p. 229, ISBN 88-07-01658-3.